# Kuala Belait

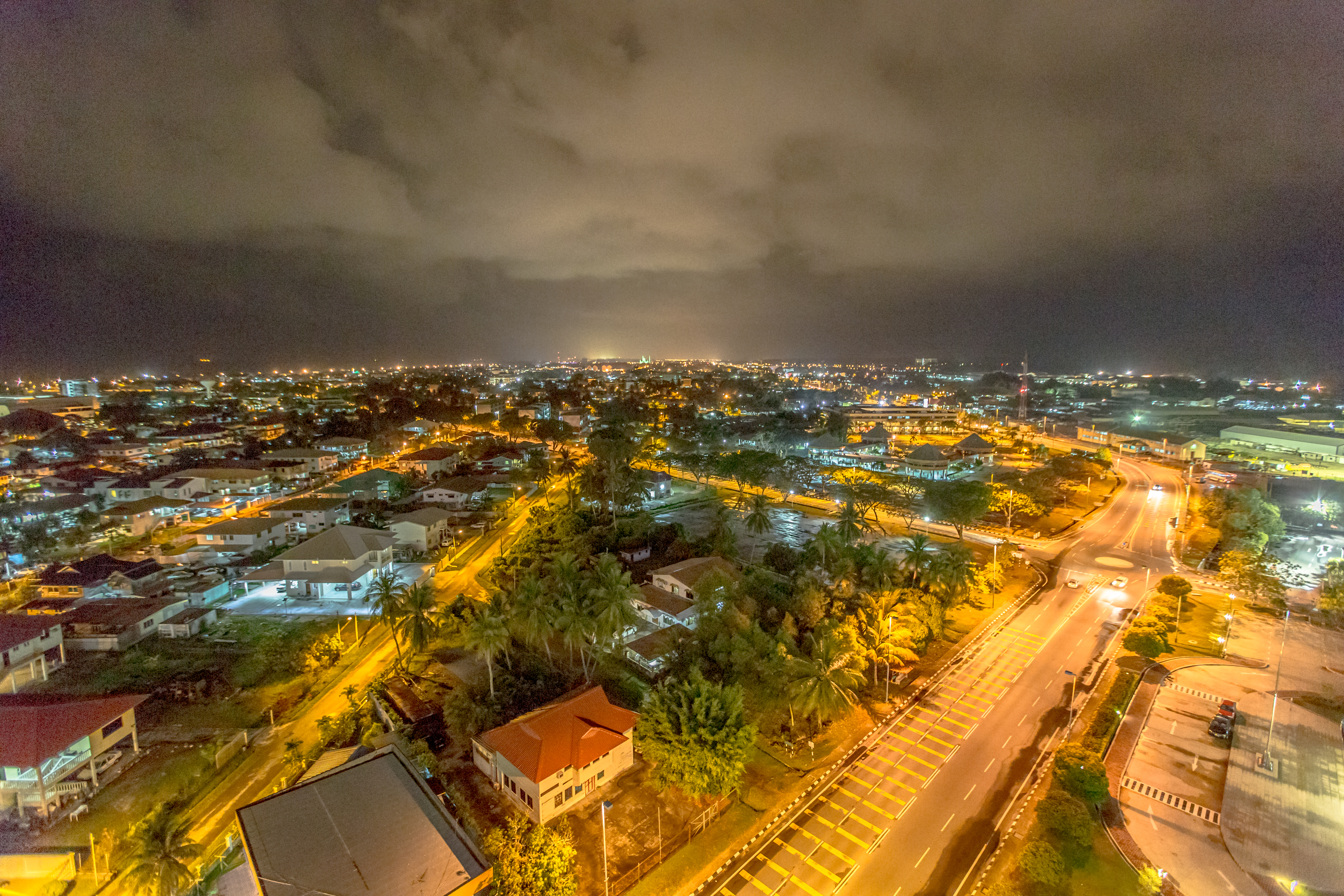
Kuala Belait bei Nacht

Kuala Belait (malaiisch کوالا بلايت) ist eine Stadt (Pekan Kuala Belait) und ein Verwaltungsbezirk (Mukim) im Distrikt (Daerah) Belait des Sultanats Brunei. Der städtische Bezirk hat 31.308 Einwohner (Stand: Zensus 2016). 2010 betrug die Einwohnerzahl etwa 28.000.

## Geografie
Mukim und Stadt liegen im Norden der Insel Borneo an der Küste des Südchinesischen Meeres im äußersten Westen des Sultanats. Der Mukim grenzt im Südwesten an den malaysischen Staat Sarawak. Unmittelbar westlich des Stadtzentrums mündet der Belait, der längste Fluss Bruneis, nach dem Stadt, Mukim und Distrikt benannt sind, in das Meer. In der sumpfigen Umgebung des Schwarzwasserflusses Belait südlich der Stadt geht die Vegetation in Tropischen Regenwald über.
Bandar Seri Begawan, die Hauptstadt Bruneis, liegt 120 Kilometer nordöstlich, Miri, Großstadt und Zentrum der malaysischen Ölindustrie 35 Kilometer südwestlich von Kuala Belait.
Kuala Belait ist in mehrere kampongs (Dörfer) gegliedert. Die wichtigsten sind Kampong Pekan Belait, Kampong Melayu Asli (dort befindet sich die größte Moschee), Kampong Melayu Baru, Kampong Cina (das chinesische Viertel), Kampong Temenggong, Kampong Lubok Palam und Kampong Sungai Teraban.
Weitere Stadtteile außerhalb der eigentlichen Innenstadt sind Kampong Sungai Teraban westlich des Flusses Belait, das neue und moderne Kampong Pandan im Osten, das Hafengebiet Kampong Sungai Duhon und das eher dörfliche Kampong Rasau im Südwesten mit dem Rasau-Gasfeld der Brunei Shell Petroleum.

## Verwaltungsgliederung
Der Mukim besteht aus den Siedlungen:
- Pekan Kuala Belait
- Kampong Mumong 'A
- Kampong Mumong 'B
- Kampong Pandan 'A
- Kampong Pandan 'B
- Kampong Pandan 'C
- Kampong Sungai Melilit
- Kampong Sungai Teraban

Diese Siedlungen haben jeweils einen eigenen Postcode. Weitere Siedlungen sind inzwischen als Einheit dem Hauptort Kampong Pekan Belait zugeordnet worden:
- Kampong Melayu Asli
- Kampong Melayu Baru
- Kampong China
- Kampong Temenggong
- Kampong Lubok Palam
- Kampong Sungai Duhon

Kampong Mumong 'A' und Kampong Mumong 'B' sind zusammen als Mumong bekannt und bilden eine Vorstadt von Kuala Belait. In Kampong Mumong 'A befindet sich auch die soziale Wohnbausiedlung Skim Tanah Kurnia Rakyat Jati Mumong. Kampong Mumong 'B wird aber teilweise auch als Kampong Mumong Selatan bezeichnet.
Vergleichbar bilden Kampong Pandan 'A, Kampong Pandan 'B und Kampong Pandan 'C die Vorstadt Kampong Pandan. Perumahan Negara Pandan ist ein weiteres Sozialwohnungsprojekt, dessen Gebäude über die drei Siedlungen verstreut sind.
Kampong Sungai Melilit hat zwar einen eigenen Postcode aber offenbar keine Einwohner.

## Geschichte der Stadt
Zu Beginn des 20. Jahrhunderts war Kuala Belait (deutsch: Mündung des Belait) ein kleines Fischerdorf mit etwa 400 Einwohnern. Nach 1927, als südlich des benachbarten Seria ein Erdölfeld entdeckt wurde, musste ein Platz gefunden werden, um Bohrausrüstungen in das Landesinnere zu bringen. Die Wahl fiel auf den Ort an der Belait-Mündung, befestigte Straßen gab es damals nicht. Die ursprüngliche Bezirkshauptstadt, Kuala Balai, wurde als unzugänglich betrachtet und so entstand in Kuala Belait ein Verwaltungszentrum (1929) und ein Flusshafen. Träger der Entwicklung war die britische Malayan Petroleum Company (BMPC), der Vorläufer der heutigen Brunei Shell Company. In den 1930er Jahren war Kuala Belait mit dem Nachbarort Seria die bedeutendste Siedlung auf dem Gebiet des heutigen Sultanats Brunei. Die ersten Regierungsgebäude waren Holzbauten, in denen mehrere Behörden untergebracht waren. 1931 wurden die ersten Straßen gebaut, Telefonanschlüsse verlegt, die englische Schule (die erste in Brunei) und ein Krankenhaus errichtet. Man zählte zu dieser Zeit mehr als 3000 Einwohner.
Vor der Eroberung von Kuala Belait durch die Japaner im Dezember 1941 steckten die Briten die Ölquellen in Brand und zerstörten die Fördereinrichtungen. Den Japanern, die Kuala Belait als Marine-Hauptquartier nutzten, gelang es aber mit Hilfe der einheimischen Arbeiter, die Erdölförderung wieder aufzunehmen. Gegen Ende des Zweiten Weltkriegs erlitten Kuala Belait und Seria schwere Zerstörungen durch Bombardements der Alliierten.
Unter der Herrschaft von Sultan Omar Ali Saifuddin III. wurde Kuala Belait nach dem Krieg wieder aufgebaut. Zahlreiche Geschäftshäuser aus dieser Zeit prägen heute noch das Bild der Stadt. Im Dezember 1958 wurde Kuala Belait nach Fertigstellung mehrerer Brücken an das Straßennetz Bruneis angeschlossen. Das Wachstum der Stadt setzte sich fort. So entstanden in den 1960er und 1970er Jahren weitere Bauten für Behörden (Polizeipräsidium) und die Öffentlichkeit (Stadthalle) sowie mehrere Schulen. Nach der Unabhängigkeit Bruneis am 1. Januar 1984 setzte sich die Bautätigkeit fort, es entstanden planmäßig ganze Stadtviertel. Mit dem vorauszusehenden Ende der Öl- und Gasförderung verschiebt sich auch in Kuala Belait das Gewicht langsam in Richtung Tourismus, wovon zahlreiche Hotelneubauten seit Beginn des 21. Jahrhunderts künden.

## Wirtschaft
Unmittelbar südlich der Stadt befindet sich das Rasau-Gasfeld, das 1979 entdeckt wurde und seit 1983 ausgebeutet wird. Wichtigster Erwerbszweig ist noch immer die Öl- und Gasförderung sowie die damit verbundenen Industrien und Dienstleistungen, gefolgt von Kredit- und Handelsunternehmen sowie der aufstrebenden Tourismusbranche.

### Tourismus
- Silver Jubilee Park mit Gedenk-Bogen, Denkmal, Ausstellungen und einem Kinderspielplatz, 1992 nahe dem Strand zum 25. Thronjubiläum von Sultan Hassanal Bolkiah erbaut
- Istana Mangelella, der Palast des Sultans
- St. John’s Church mit einer der drei Pfarreien des Apostolischen Vikariates Brunei

## Infrastruktur
Der Kuala Belait Highway (malaiisch Lebuhraya Kuala Belait; Jawi: ليبوهراي کوالا بلايت) umgeht die Stadt südlich und ist Teil des Pan Borneo Highways (malaiisch Lebuhraya Pan Borneo), einer Fernstraße, die im Endausbau den Norden der Insel Borneo von Kuching über Brunei nach Kota Kinabalu durchgängig erschließen wird. Zwölf Kilometer westlich der Innenstadt von Kuala Belait befindet sich der Grenzübergang nach Malaysia (Kampong Rentis).

## Weitere geographische Objekte
- Sungai Tujoh – Zollstation an der Grenze zu Sarawak, Malaysia
- Mündung des Belait River, des längsten Flusses in Brunei
- Istana Mangellela, Residenz des Sultans Hassanal Bolkiah in Kuala Belait

## Belege
1. ↑  Population and Housing Census Update Final Report 2016 (PDF-Datei). In: LAPORAN AKHIR KEMASKINI BANCI PENDUDUK DAN PERUMAHAN 2016. Department of Economic Planning and Statistics – Ministry of Finance and Economy, Brunei Darussalam, Dezember 2018, abgerufen am 5. März 2022 (malaiisch).
2. ↑  Bevölkerungsstatistik. In: World Gazetteer. Abgerufen am 20. April 2013 (deutsch).
3. 1 2  Brunei Postal Services – postcodes. In: post.gov.bn. Abgerufen am 10. September 2017 (britisches Englisch).
4. ↑  Geoportal – Survey Department. In: survey.gov.bn. Abgerufen am 10. September 2017 (amerikanisches Englisch).
5. ↑  „Kuala Belait, the oil district capital“, Beitrag in der Brunei Times vom 18. November 2007. Archiviert vom Original (nicht mehr online verfügbar) am 25. März 2013; abgerufen am 19. April 2013 (englisch).